# Batracomorphus pictus
Batracomorphus pictus är en insektsart som beskrevs av Blöte 1964. Batracomorphus pictus ingår i släktet Batracomorphus och familjen dvärgstritar. Inga underarter finns listade i Catalogue of Life.